# Provincia di Adalia
La provincia di Adalia (in turco Antalya ili) è una provincia della Turchia.
Dal 2012 il suo territorio coincide con quello del comune metropolitano di Adalia (Antalya Büyükşehir Belediyesi).

## Geografia antropica

### Suddivisioni amministrative

Distretti della provincia di Adalia

La provincia è divisa in 19 distretti: 	
| - Akseki - Aksu - Alanya - Demre - Döşemealtı - Elmalı - Finike - Gazipaşa - Gündoğmuş - İbradı | - Kaş - Kemer - Kepez - Konyaaltı - Korkuteli - Kumluca - Manavgat - Muratpaşa - Serik |

Fanno parte della provincia 103 comuni e 569 villaggi.
Fino al 2012 il comune metropolitano di Adalia era costituito dalle aree urbane dei distretti di Aksu, Döşemealtı, Kepez, Konyaaltı, Muratpaşa.

## Economia
La provincia è un'importante destinazione turistica, che attrae il 30 % dei visitatori che arrivano in Turchia, grazie a 657 km di costa con spiagge e antichi porti.